# Tamoxifen
Tamoxifen ist ein selektiver Estrogenrezeptormodulator, der als Arzneistoff zur Therapie von Brustkrebs bei Frauen vor und nach der Menopause eingesetzt wird. Tamoxifen wurde von ICI Pharmaceuticals (jetzt AstraZeneca) entwickelt und bewirkt eine kompetitive Hemmung von Estrogenrezeptoren sowie eine Stimulation von Progesteronrezeptoren.

## Klinische Angaben

### Anwendungsgebiete (Indikationen)
Tamoxifen ist für die adjuvante Therapie nach Primärbehandlung des Mammakarzinoms und zur Behandlung des metastasierenden Mammakarzinoms zugelassen. In den USA besteht darüber hinaus eine Zulassung zur Vorbeugung gegen Brustkrebs bei Hochrisikopatientinnen. Als „Vater“ der Brustkrebs-Behandlung mit Tamoxifen gilt V. Craig Jordan in den 1970er Jahren.
Auch zur Therapie von fibrozystischen Brüsten wurde bei Frauen Tamoxifen angewendet, um Knoten, Schwellungen und Schmerzen zu reduzieren.
Außerhalb der arzneimittelrechtlichen Zulassung ist auch eine Wirksamkeit bei Manie in einer Pilotstudie beobachtet worden.
Forscher der Universität San Diego sollen 2018 herausgefunden haben, dass Tamoxifen gegen die Amöbe Naegleria fowleri wirken soll. Diese löst bei Menschen die in bis zu 95 % der Fälle tödlich verlaufende Primäre Amöben-Meningoencephalitis aus.

### Gegenanzeigen (Kontraindikationen)
Zusätzlich zu bekannter Überempfindlichkeit ist Tamoxifen auch bei Kindern, bei Schwangeren und in der Stillzeit kontraindiziert.

### Wechselwirkungen
Als Hormonrezeptormodulator kann Tamoxifen potenziell die Wirkung anderer Hormonpräparate beeinflussen. Insbesondere bei gleichzeitiger Einnahme von Estrogenen mit Tamoxifen kann eine wechselseitige Wirkungsabschwächung beobachtet werden. Auch die Wirkung des Aromataseinhibitors Letrozol wird bei gleichzeitiger Einnahme abgeschwächt.
Tamoxifen beeinflusst die Wirkung von Thrombozytenaggregationshemmern und Antikoagulanzien.
Tamoxifen wird über das Cytochrom-P450-Enzymsystem, insbesondere über die Isoenzyme CYP3A4 und CYP2D6, verstoffwechselt. Da die Verstoffwechslung zu dem aktiven Metaboliten Endoxifen durch CYP2D6 katalysiert wird, können Hemmstoffe von CYP2D6, insbesondere zahlreiche Antidepressiva aus der Gruppe selektiven Serotonin-Wiederaufnahmehemmer, wie Paroxetin und Fluoxetin, sowie Chinidin, Cinacalcet und Bupropion, die Bildung des aktiven Metaboliten und somit die Wirksamkeit von Tamoxifen verringern. Zum anderen können Induktoren des CYP3A4, wie beispielsweise Rifampicin, die Plasmaspiegel von Tamoxifen senken. Die klinische Relevanz dieser Interaktion ist noch nicht geklärt. Darüber hinaus sind Tamoxifen und seine Metaboliten potente Inhibitoren des Cytochrom-P450-Enzymsystems.

### Nebenwirkungen
Die häufigsten unerwünschten Arzneimittelwirkungen sind auf die Hormonsystem beeinflussende Wirkung des Tamoxifens zurückzuführen. Sehr häufig (> 10 %) werden Hitzewallungen, Zyklusstörungen und Ausfluss beobachtet. Häufig (1 bis 10 %) treten auf Grund der agonistischen Wirkung von Tamoxifen am Endometrium Veränderungen desselben, wie Polypen, Neoplasien und Hyperplasie, auf. Das relative Risiko des gelegentlich beobachteten Endometriumkarzinoms ist bei Frauen, die mit Tamoxifen therapiert wurden, gegenüber Frauen ohne Tamoxifenbehandlung um den Faktor 2 bis 4 erhöht. Ovarialzysten und Uterussarkome treten selten (< 0,1 %) auf.
Thromboembolische Komplikationen treten häufig (ca. 1–3 %) auf, haben allerdings selten (0,1 %) tödliche Folgen.
Für Tamoxifen sind auch einige Nebenwirkungen auf das Auge, wie Katarakt, Retinopathie, Optikusneuritis und Hornhautveränderungen beschrieben. Aus diesem Grunde ist für Patient(innen), die Tamoxifen einnehmen, eine regelmäßige (ein- bis zweijährige) augenärztliche Kontrolle empfohlen.
Bei Knochentumoren oder einer kalziumreichen Ernährung ist eine Hyperkalzämie möglich.

## Pharmakologie

### Pharmakodynamik (Wirkweise)
Tamoxifen bindet als selektiver Estrogenrezeptormodulator (SERM) an die Estrogenrezeptoren. Eine noch höhere Affinität zu Estrogenrezeptoren als Tamoxifen besitzen seine aktiven Metaboliten, wie 4-Hydroxytamoxifen und Endoxifen. Als Partialagonist besitzt Tamoxifen ein duales molekulares Wirkprofil. Zum einen besitzt es auf Grund der partialagonistischen Wirkung eine schwache estrogene Wirkkomponente. Zum anderen besitzt es eine antiestrogene Wirkkomponente, die auf einer kompetitiven Verdrängung des körpereigenen vollen Agonisten Estradiol beruht (kompetitiver Antagonismus). Welche der beiden Wirkkomponenten dominiert, ist vom betreffenden Gewebe abhängig. Im Brustgewebe ist die antiestrogene Wirkkomponente für die Antitumorwirkung verantwortlich, da hier vor allem der Estrogen-Rezeptor-Typ ERα lokalisiert ist, an dem Tamoxifen antagonistisch wirkt. Eine relevante estrogene Wirkung im Uterus wird unter anderem mit dem Auftreten von Endometriumkarzinomen als Nebenwirkung in Verbindung gebracht.

### Pharmakokinetik
Tamoxifen ist ein Prodrug, das in einer ersten Reaktion vom CYP2D6 in das aktive Endoxifen umgewandelt wird. Auf Grund eines natürlich vorkommenden Polymorphismus des CYP2D6-Gens ist die Geschwindigkeit dieses Aktivierungsschritts individuell verschieden. Patienten können von einer Bestimmung des CYP2D6-Genotypen vor Beginn einer möglichen Tamoxifen-Therapie profitieren. Bei Langsammetabolisierern kann auf alternative Behandlungsmethoden, wie z. B. der Gabe von Aromatase-Hemmern, gewechselt werden.

### Missbrauch im Sport
Tamoxifen wird missbräuchlich im Leistungssport als Dopingmittel eingesetzt. Meist wird es zur Unterdrückung der als Nebenwirkung vieler Anabolika auftretenden Gynäkomastie, der Vergrößerung der Brustdrüsen beim Mann, eingesetzt. Zudem führt Tamoxifen bei Männern zu einem Anstieg der Blutplasmakonzentration des Hormons Testosteron, welches unter anderem die Zunahme der Muskelmasse fördert. Dieser Effekt beruht auf einer Unterdrückung hormoneller Rückkopplungsmechanismen durch Hemmung von Estrogenrezeptoren im Hypothalamus sowie in der Hypophyse und führt zu einer vermehrten Bildung von regulierenden Hormonen, welche die Bildung von Sexualhormonen fördern. Daher wird im Sport missbräuchlich mit Hilfe von Tamoxifen am Ende einer längeren Anwendung anaboler Steroide versucht, die auf Grund des Rückkopplungsmechanismus reduzierte körpereigene Testosteronproduktion zu steigern. Tamoxifen ist seit 2005 als verbotene Substanz in der Dopingliste der Welt-Anti-Doping-Agentur (WADA) aufgeführt. Ein Besitz von mehr als 600 mg ohne Rezept wird in Deutschland nach dem AntiDopG, gemäß der Dopingmittel-Mengen-Verordnung als „nicht geringe Menge“ gewertet.

## Handelsnamen
Monopräparate
Die Handelspräparate enthalten Tamoxifen·Citrat: Ebefen (A), Kessar (D, A, CH) Mandofen (D), Nolvadex (D, A, CH), Tamec (CH), Tamokadin (D) und diverse Generika (D, A, CH).